# Visconde de Castanheira de Pera
Visconde de Castanheira de Pera é um título nobiliárquico criado por D. Luís I de Portugal, por Decreto de 27 de Janeiro de 1881, em favor de António Alves Bebiano.
Titulares
1. António Alves Bebiano, 1.° Visconde de Castanheira de Pera.